# Мирное (Ровненская область)
Мирное (укр. Мирне) — село в Малолюбашанской сельской общине Ровненского района Ровненской области Украины.
До 2020 года входило в Костопольский район.
Население по переписи 2001 года составляло 1423 человека. Почтовый индекс — 35030. Телефонный код — 3657. Код КОАТУУ — 5623485401.

## Достопримечательности
Поблизости села в 1979 году был установлен Памятник мелиораторам. Памятник представляет собой расположенный на постаменте экскаватор ЭТЦ-202.